# Amtsgericht Bentheim
Das Amtsgericht Bentheim war ein Gericht der ordentlichen Gerichtsbarkeit in Bentheim.

## Geschichte
Nach der Revolution von 1848 wurde im Königreich Hannover die Rechtsprechung von der Verwaltung getrennt und die Patrimonialgerichtsbarkeit abgeschafft.
Das Amtsgericht wurde daraufhin mit der Verordnung vom 7. August 1852 die Bildung der Amtsgerichte und unteren Verwaltungsbehörden betreffend als königlich hannoversches Amtsgericht gegründet.
Es umfasste das Amt Bentheim, den Flecken Bentheim und die Stadt Schüttorf.
Das Amtsgericht war dem Obergericht Meppen untergeordnet. Mit der Annexion Hannovers durch Preußen wurde es zu einem preußischen Amtsgericht in der Provinz Hannover.
Mit dem Inkrafttreten des deutschen Gerichtsverfassungsgesetzes am 1. Oktober 1879 wurden reichsweit einheitlich Amts-, Land- und Oberlandesgerichte geschaffen. Das Amtsgericht Bentheim blieb bestehe und war nun dem Landgericht Osnabrück nachgeordnet.
Sein Gerichtsbezirk umfasste nun aus dem Landkreis Lingen das Amt Bentheim. Am Gericht bestand 1880 eine Richterstelle. Das Amtsgericht war damit ein kleines Amtsgericht im Landgerichtsbezirk.
Im Jahre 1973 kam es im Rahmen der bevorstehenden niedersächsischen Kreisgebietsreform auch zu begleitenden Änderungen im Justizbereich; mit dem Zweiten Gesetz zur Aufhebung kleiner Amtsgerichte vom 7. März 1973 wurden die Amtsgerichte in Neuenhaus und Bad Bentheim aufgelöst. Das Amtsgericht Nordhorn war nunmehr das einzige Amtsgericht im Landkreis.

## Gebäude
Das erste Amtsgericht in Bad Bentheim befand sich in der Wilhelmsstraße 43. In der Nähe war auch das Gefängnis. Das Amtsgericht wurde von 1857 bis 1900 genutzt. Als die Räumlichkeiten zu klein wurden baute man ein neues Amtsgericht aus Bentheimer Sandstein an der Schüttorfer Straße. Es wurde 1899 fertiggestellt und 1900 bezogen.
Das neue Gebäude ist heutzutage noch weitgehend in seinem Ursprungszustand erhalten. Der dem Amtsgericht angeschlossene Gefängniskomplex konnte bis zu 30 Gefangene beherbergen. Es wurde 1950 geschlossen und anschließend umgebaut. Mitte der 1960er-Jahre wurde der Gerichtssaal modernisiert. Hierfür wurden die Barrieren entfernt, Zubehörbereich und Richtertisch modernisiert und Ortswappen und einige Symbole der Justitia entfernt.
Am 1. Juli 1973 wurde das Amtsgericht geschlossen. Vorübergehend nutzte das Finanzamt das Haus bis zum Umzug der Finanzbehörde.
Das Gebäude ist denkmalgeschützt und befindet sich in Privatbesitz.